# سینمای بنگال غربی
سینمای بنگال غربی (انگلیسی: Cinema of West Bengal) که همچنین با نام سینمای بنگالی یا تالیوود معروف است، یک صنعت فیلم هندی مربوط به فیلم‌های زبان بنگالی است. این صنعت سینمایی در منطقهٔ تالیگنج کلکته، بنگال غربی، هند مستقر است. منشأ نام مستعار تالیوود، واژهٔ مرکب از لغات تالیگنج و هالیوود، به سال ۱۹۳۲ بازمی‌گردد. این صنعت از لحاظ تاریخی یک صنعت فیلم مهم است که در دورانی مرکز تولید فیلم در هند به محسوب می‌شد.
از وقتی که فیلم پاتر پانچالی (۱۹۵۵) اثر ساتیاجیت رای در جشنواره فیلم کن ۱۹۵۶ جایزهٔ بهترین مستند انسانی را دریافت کرد، فیلم‌های بنگالی در چند دههٔ بعد، چندین بار در فستیوال‌های فیلم و مجامع بین‌المللی حضور پیدا کردند. این حضور به فیلم‌سازهای بنگالی اجازه داد تا به مخاطبان جهانی دسترسی پیدا کنند. مهم‌ترین فرد در بین آنها، ساتیاجیت رای بود که فیلم‌هایش در بین مخاطبان اروپایی، آمریکایی و آسیایی به موفقیت دست پیدا کرد. متعاقباً فیلم‌های ساتیاجیت رای تأثیر جهانی بر جای گذاشت، وفق اینکه فیلمسازانی همچون مارتین اسکورسیزی، جیمز آیووری، عباس کیارستمی، الیا کازان، فرانسوا تروفو، کارلوس سائورا، ایسائو تاکاهاتا وس اندرسن و دنی بویل تحت تأثیر سبک سینمایی او بودند و بسیاری دیگر همچون آکیرا کوروساوا از فیلم‌های او تمجید کردند.
«درام‌های سن بلوغ جوانان که از دهه پنجاه میلادی سینمای هنری را تسخیر کردند به شدت مدیون سه‌گانه آپو هستند.» فیلم کانگچنجونگا (۱۹۶۲) ساختار روایی را معرفی کرد که شبیه سبکی بود که سالهای بعد با عنوان سینمای هایپرلینک شناخته شد. به‌طور گسترده اعتقاد بر این است، فیلم‌نامه‌ای که رای در سال ۱۹۶۷ نوشت تا فیلمی با نام بیگانه بر اساس آن تولید شود ولی در نهایت ساخته نشد، الهام بخش استیون اسپیلبرگ برای ساخت فیلم ئی.تی. موجود فرازمینی (۱۹۸۲) بوده است. فیلم چهل سایه آبی (Forty Shades of Blue) (۲۰۰۵) نوشته آیرا ساکس باز ساخته آزاد از فیلم شارولاتا (۱۹۶۴) نوشته ساتیا جیت رای، و خانواده من (۱۹۹۵) نوشته گرگوری ناوا بود که صحنه پایانی آن کپی صحنه پایانی فیلم دنیای آپو است. موارد مشابهی در فیلم‌های سالهای اخیر همچون شیطان مقدس-یک داستان واقعی (Sacred Evil – A True Story) (2006) سه‌گانه عناصر اثر دیپا مهتا و آثاری از ژان-لوک گدار یافت می‌شود که به فیلم‌های رای ارجاع داشته‌اند.
یکی دیگر از فیلمسازان برجسته بنگالی مرینال سن است که فیلم‌های او به خاطر ارائه دیدگاه‌های مارکسیستی معروف است. در طی دوران حرفه‌ای مرینال سن، فیلم‌های او از جشنواره‌های مهم فیلم شامل جشنواره کن، برلین، ونیز، مسکو، کارلووی واری، مونترآل، شیکاگو و قاهره جوایزی دریافت کردند. مروری بر فیلم‌های او، در شهرهای بزرگ دنیا به نمایش درآمده است.
سوبراتا میترا فیلمبردار، که اولین فعالیت حرفه‌ای خود را با سه‌گانه آپو اثر رای آغاز کرد، تأثیر مهمی بر حوزه فیلم‌برداری سینمایی در سراسر جهان داشت. یکی از مهم‌ترین تکنیک‌های او نورپردازی بازتابی، بازآفرینی اثر نور بر صحنه فیلمبرداری بود. او پیشگام استفاده از این تکنیک هنگام فیلمبرداری آپاراجیتو (۱۹۵۶)، قسمت دوم از سه‌گانه آپو بود. برخی از تکنیک‌های تجربی که ساتیاجیت رای پیشگام آنها بود از جمله فوتو-نگاتیو و فلش‌بَک هنگام فیلمبرداری مخالف (۱۹۷۲) است.